# Nasal uvular sonora
La consonant nasal uvular es transcriu [ɴ] en l'AFI (una ena versaleta). És un so poc freqüent en les llengües naturals.

## Característiques
- Es produeix una oclusió total en el pas de l'aire
- Com que és un so nasal, l'aire expel·lit pels pulmons surt tant per la boca com pel nas
- El punt d'articulació és uvular, cosa que significa que la llengua es retrau fins a l'úvula o campaneta
- És un so sonor perquè les cordes vocals vibren quan es produeix

## En català
El català no té aquest fonema, ni tan sols com a al·lòfon.